# SoftBank 304T
SoftBank 304T(ソフトバンク さんまるよん ティー)は、東芝が開発し、ソフトバンクモバイルが販売するPDC方式（SoftBank 6-2）の携帯電話である。シンプルフォンの愛称で2006年9月発売された。PDC端末で唯一ボーダフォンからSoftBankにキャリアブランドが変わってからデビューし、ソフトバンクモバイルとしてはPDC方式最初で最後の端末となった。また、業界全体でもPDC方式としては最後の端末となった。

## 概要
ソフトバンクプリペイドサービスの指定機種となっている。カラーはホワイトとブラックがあるが、ホワイトはカメラ付き、ブラックはカメラなしという違いがある。
サブディスプレイは搭載していないが、不在着信などを示すお知らせマークを表示する機能がある。また、エチケットスイッチが搭載され、スピーカーオフモード、オフラインモードにすることができる。
発売はSoftBankブランドに移行してからだが、ボーダフォン時代に開発されており、発表時点ではボーダフォンの機種として「Vodafone V304T」という型番が与えられていた。